# Annellosympodia orbiculata
Annellosympodia orbiculata är en svampart som beskrevs av McTaggart, R.G. Shivas & U. Braun 2007. Annellosympodia orbiculata ingår i släktet Annellosympodia, divisionen sporsäcksvampar och riket svampar.   Inga underarter finns listade i Catalogue of Life.